# Kołowrotek

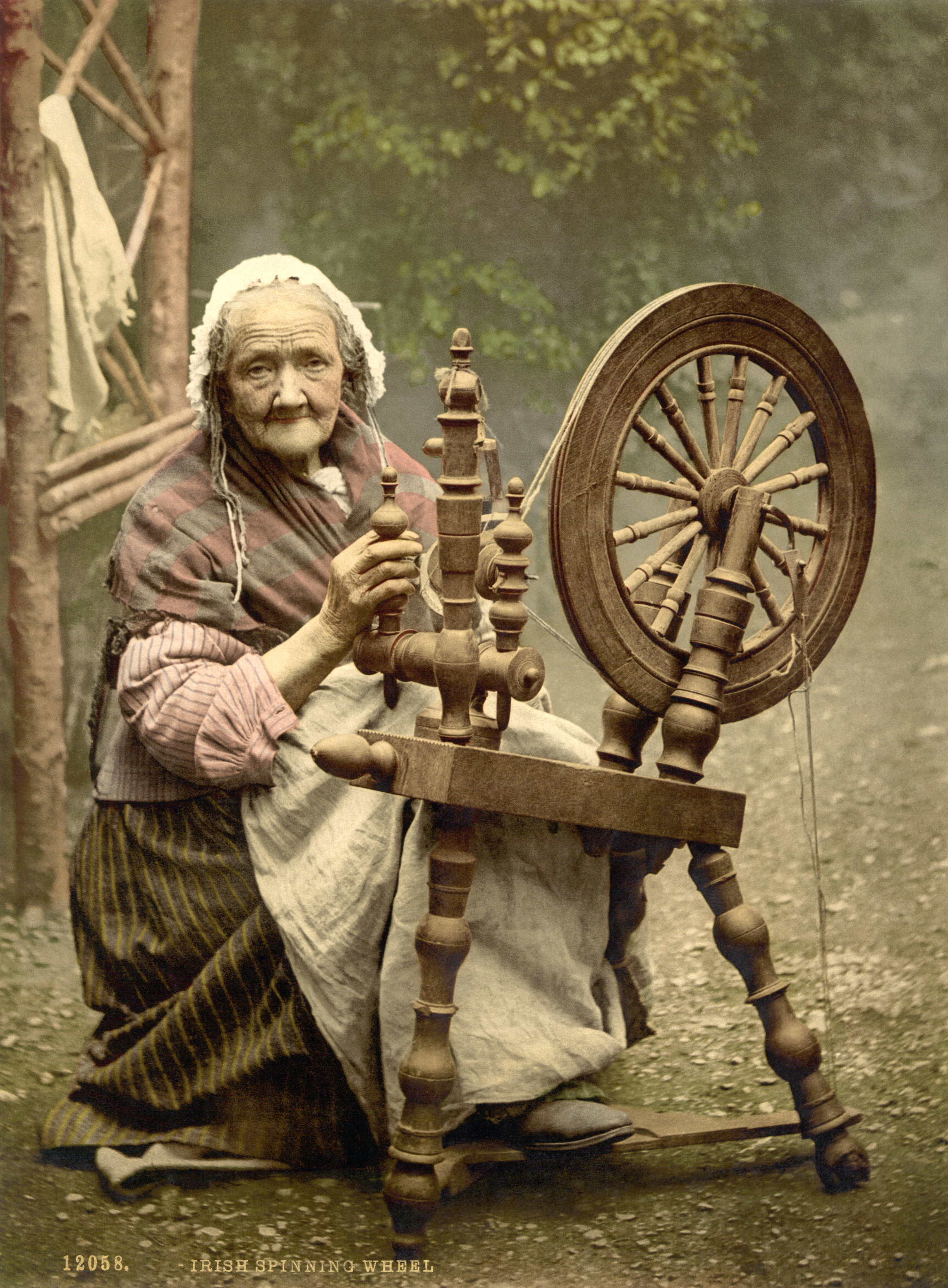
Stara Irlandka przy kołowrotku, fotografia kolorowana, ok. 1890-1900

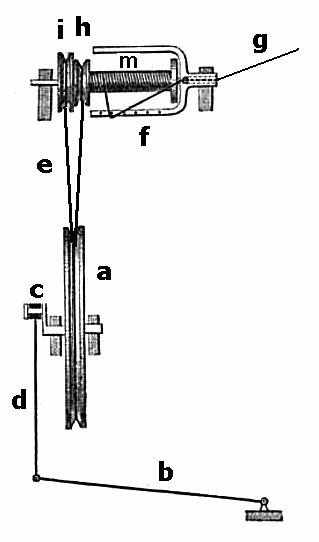
Schemat budowy kołowrotka

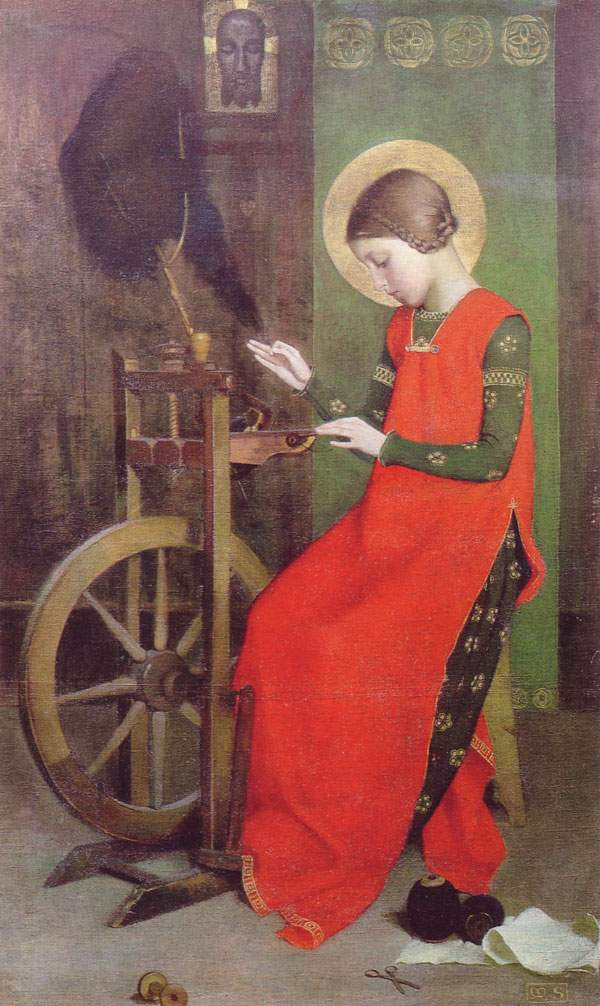
Święta Elżbieta przy kołowrotku

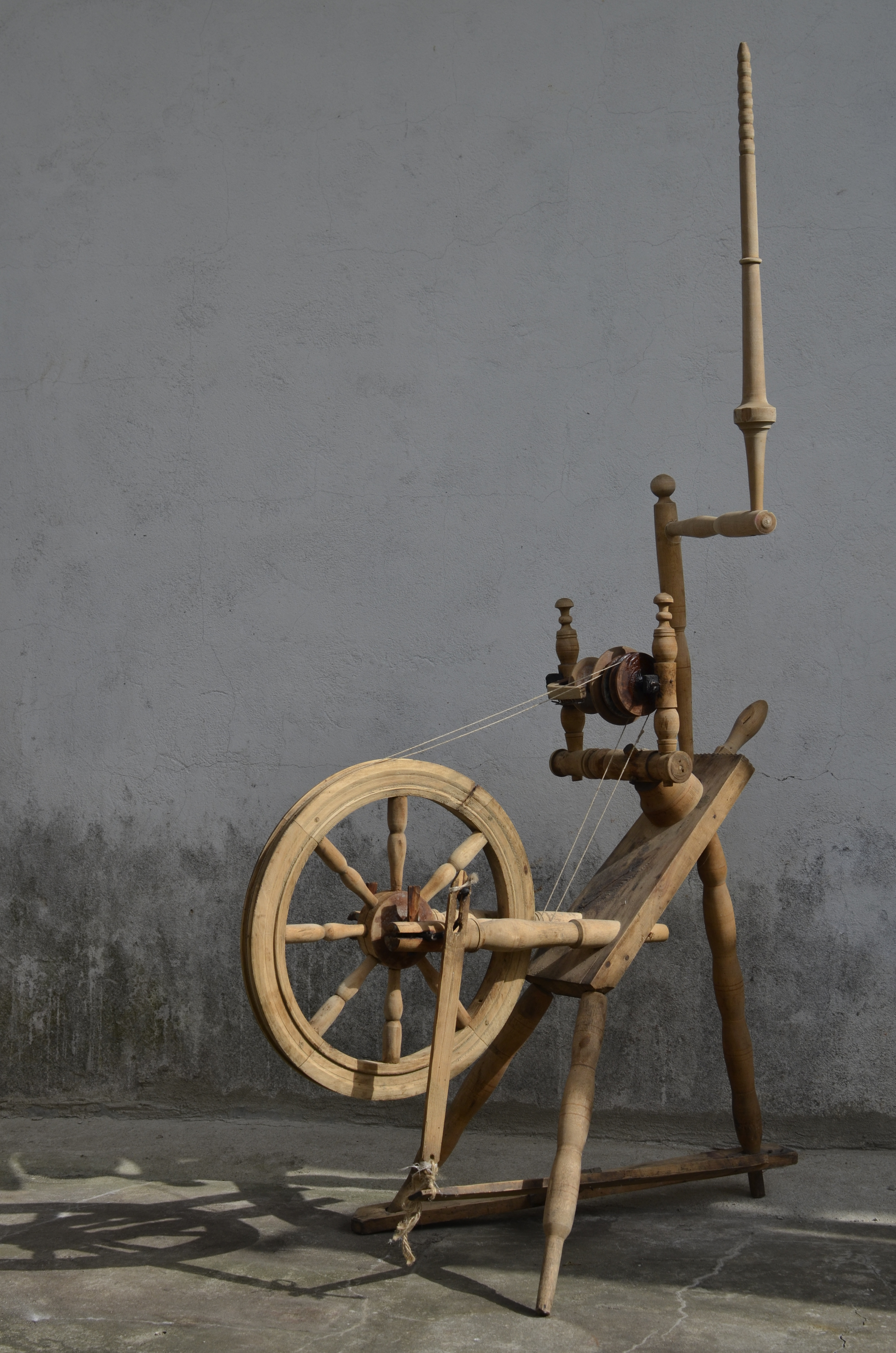
Kołowrotek ze zbiorów Domku Tkaczki

Kołowrotek – urządzenie mechaniczne do wytwarzania przędzy z włókien. Dawniej bardziej powszechne, szczególnie w wytwórstwie chałupniczym, obecnie dość rzadko używane.

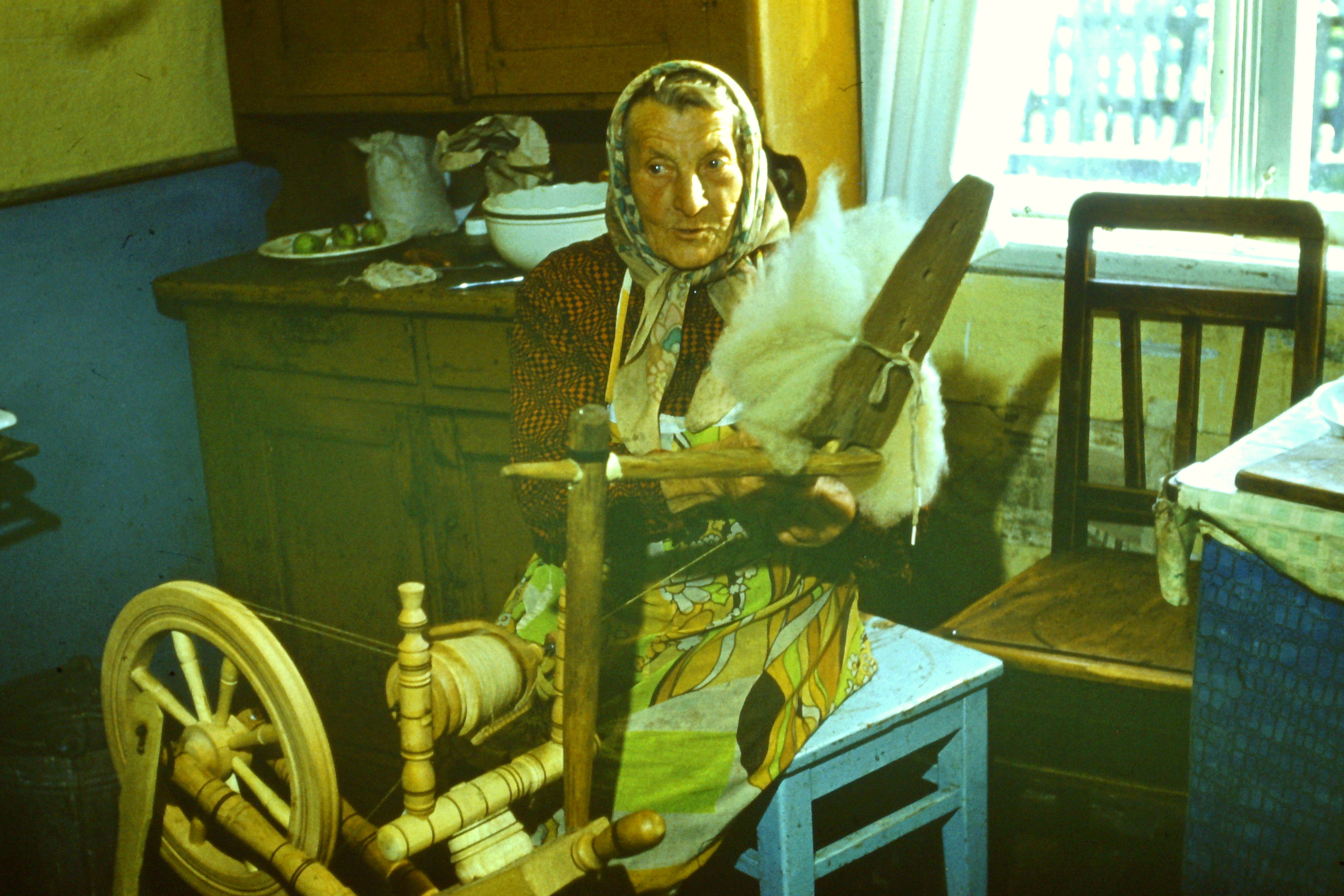
Pani Jakubowska (z domu Skindzierz) przy swoim kołowrotku – Żyliny koło Suwałk, wrzesień 1976

## Pochodzenie
Pierwsze kołowrotki powstały prawdopodobnie w Indiach ok. XI wieku i były tylko nieco rozbudowanym zestawem kądzieli i wrzeciona. Proces przędzenia nie był ciągły. Wprowadzono napęd wrzeciona za pomocą korby. Nazywano go kołowrotkiem ręcznym.
Dalszy rozwój konstrukcji zmierzał do uzyskania procesu ciągłego i tym samym znacznego przyspieszenia przędzenia. Uzyskano to przez wprowadzenie napędu nożnego i zastosowanie wrzeciona ze skrzydełkiem. Podobne rozwiązanie stosuje się również dzisiaj, w niedoprzędzarkach skrzydełkowych. Kołowrotek używany był do przędzenia zarówno włókien zwierzęcych (wełna), jak i łykowych (len, konopie). Od sposobu napędzania nazywa się go kołowrotkiem nożnym.
Ręczny kołowrotek został wyparty przez kołowrotek z napędem nożnym (niekiedy zwany warsztatem samoprzęczniczym) w końcu XV wieku.

## Budowa
Kołowrotek składa się z trójnożnej, ukośnej podstawy, w której umocowane jest koło napędowe i wrzeciono oraz wspornik kądzieli. Pod podstawą umieszczony jest pedał [b] w postaci deseczki, którą prządka naciska stopą (deseczka ta w dawnej Polsce nazywała się człapiej). Pedał połączony jest z korbą [c] koła napędowego za pomocą drewnianego korbowodu [d]. Koło napędowe [a] o średnicy ok. 50 cm, dość ciężkie, jest jednocześnie kołem zamachowym. Na drugim końcu podstawy zamocowane jest wrzeciono. Na oś wrzeciona nałożona jest szpulka [m] (cewka) wraz ze swoim kółkiem pasowym [h]. Z osią wrzeciona połączone jest skrzydełko [f] w kształcie leżącej litery „U”, obejmujące szpulkę. Skrzydełko połączone jest z drugim kółkiem pasowym [i]. Na koło napędowe i na kółko szpulki oraz kółko skrzydełka nałożone jest cięgno [e] wykonane ze sznura. Kółka pasowe na szpulce i na skrzydełku nieznacznie różniły się średnicą, co powodowało, że elementy te obracały się z różnymi prędkościami. Uzyskiwano dzięki temu jednoczesne skręcanie przędzy [g] i nawijanie skręconej już nitki na szpulkę [m]. Do napędu obu kółek pasowych wykorzystywano jedno, podwójnej długości cięgno. Formowano z niego „ósemkę”, a następnie, po złożeniu na pół, zakładano na koła pasowe. Jedna część tej „ósemki” napędzała skrzydełko, a druga szpulkę. Osie koła napędowego i wrzeciona obracały się w otworach wykonanych w drewnianej podstawie. Dla zmniejszenia tarcia osie smarowano łojem.

## Przędzenie
Prządka wyciągała pasemko włókien z kądzieli i skręcała je ręcznie lub przy pomocy wrzeciona, aż do uzyskania odcinka przędzy o długości ok. jednego metra. Koniec utworzonej przędzy przeciągała przez otwór w osi wrzeciona i następnie przewlekała ją przez jeden z haczyków na skrzydełku i nawijała koniec na szpulkę.
Od tego momentu kołowrotek był gotów do przędzenia ciągłego. Prządka pobierała palcami pasemka włókien, wyciągała je z kądzieli, uważając by nie przerwać pasma włókien, tworzyła tasiemkę i naciskając stopą rytmicznie pedał wprawiała kołowrotek w ruch. Szybkością wyciągania włókien z kądzieli i napięciem nitki regulowała liczba skrętów. Od ilości pobranych włókien zależała grubość uzyskiwanej przędzy. Czynność ta wymagała dużej wprawy. Przy dużym doświadczeniu istniała możliwość uzyskania przędzy o bardzo dobrych parametrach.